# Dan nezavisnosti (SAD)
U SAD-u Dan nezavisnosti ili popularno Četvrti srpnja (engl. Fourth of July), državni je praznik kojim se slavi donošenje Američke deklaracije o neovisnosti 4. srpnja 1776. godine, kojom je proglašena nezavisnost od Velike Britanije. Praznik se uobičajeno slavi vatrometom, karnevalom, piknicima, političkim govorima, koncertima, i sl. Tim danom slavi se povijest, tradicije i politička tradicija SAD-a.

## Ostvarenje nezavisnosti
Tijekom Američke revolucije, pravna nezavisnost od Velike Britanije dogodila se 2. srpnja 1776., kada je Drugi kontinentalni kongres glasao u korist rezolucije nezavisnosti koju je predložio Richard Henry Lee iz Virginije.